# Symposia umbrosa
Symposia umbrosa är en spindelart som beskrevs av Simon 1898. Symposia umbrosa ingår i släktet Symposia och familjen vattenspindlar.
Artens utbredningsområde är Venezuela. Inga underarter finns listade i Catalogue of Life.